# Black Mountain poets
Black Mountain poets är en litteraturhistorisk benämning på en grupp med avantgardistiska eller postmodernistiska poeter från mitten av 1900-talet i USA. På ett eller annat sätt hade de samröre med lärosätet Black Mountain College. Till dem räknas bland andra Robert Creeley, Ed Dorn, Robert Duncan, Denise Levertov, Charles Olson och John Wieners.